# Zhu Changfang

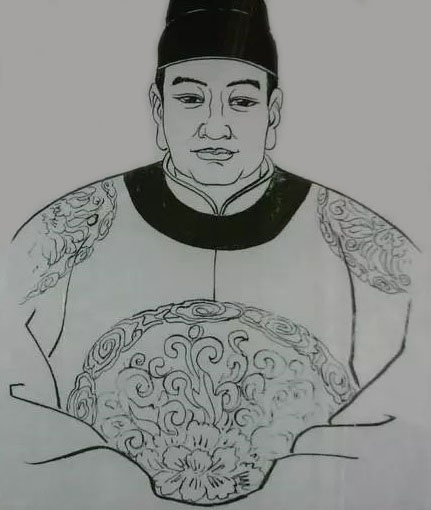
Retrato de Zhu Changfang

Zhu Changfang (en chino, 朱常淓; pinyin, Zhū Chángfāng), también conocido como el taoísta de Jingyi (en chino, 敬一道人; 1608-1646) fue el último príncipe de Lu (en chino, 潞王) (zona que según una fuente estaba cerca de Hangzhou y según otra se centraba en Weihui, en Henan). Zhu Changfang fue un importante miembro de la familia imperial Ming del Sur durante la transición Ming-Qing. Destaca tanto por su papel político histórico como por su faceta de artista creativo.

## Biografía
Zhu Changfang era hijo de Zhu Yiliu (en chino, 簡王翊鏐) y nieto del emperador Longqing. Heredó de su padre el título de príncipe de Lu en 1618. Tras la muerte de su padre, Zhu mandó construir un elaborado mausoleo en el condado de Xinxiang, que abarcaba más de 157 metros cuadrados. El mausoleo incorporaba varios elementos poco ortodoxos, como una tumba separada para la concubina de su padre, un número de guardias mayor de lo normal y novedosas esculturas de animales.
Cuando Zhang Xianzhong y Li Zicheng se rebelaron contra el emperador Chongzhen, Zhu solicitó permiso al trono para emprender acciones militares contra los rebeldes. Sin embargo, su campaña no tuvo éxito y se vio obligado a huir a Hangzhou. Tras el suicidio del emperador Chongzhen en 1644, sus consejeros Shi Kefa y Gao Hongtu (en chino, 高弘圖) solicitaron a Zhu que asumiera el trono en el exilio, pero fue su pariente Zhu Yousong quien finalmente ocupó el trono como emperador Hongguang. Fue ejecutado en 1646 en Beijing, tras rendirse a la dinastía Qing junto con otros príncipes Ming del Sur.

## Obras
Zhu Changfang fue un destacado practicante de la caligrafía y la pintura tradicional china, además de músico que tocaba el guqin. Fabricó (o supervisó la fabricación de) más de 300 guqin, creó un nuevo tipo de guqin que incorporaba elementos de diseño occidentales y desarrolló un estilo musical de guqin que denominó "Armonía Central". También escribió un tratado sobre el instrumento, el Guyin Zhengzong, en 1634, así como un libro sobre el ajedrez chino. La principal producción literaria de Zhu fue, sin embargo, biográfica; compuso un número considerable de biografías de personajes imperiales.
La caligrafía de Zhu fue bien valorada por la crítica contemporánea. Su caligrafía seguía el modelo de la de Wang Xizhi, y produjo obras caligráficas y artísticas en varios estilos. Fue responsable de las inscripciones del Templo del Dios de la Ciudad de Weihui y del Gran Templo Occidental de Zhonghe, así como de muchas otras inscripciones y pergaminos, pero tras su muerte su obra pasó desapercibida, hasta el punto de que una de sus inscripciones de bronce aparecía en un catálogo Qing de anticuarios como perteneciente a la dinastía Zhou (que terminó más de 1.800 años antes del nacimiento de Zhu).